# احتجاجات لوس أنجلوس يونيو 2025
ابتداءً من 6 يونيو 2025، اندلعت احتجاجات ضد مداهمات الهجرة في مقاطعة لوس أنجلوس، كاليفورنيا، الولايات المتحدة الأمريكية. بدأت الاحتجاجات في لوس أنجلوس عندما دخلت إدارة الهجرة والجمارك (ICE) عدة مواقع في المدينة لاعتقال مهاجرين غير شرعيين. 
في 6 يونيو، تحولت الاحتجاجات ضد المداهمات إلى أعمال شغب في الشوارع عندما اشتبك المتظاهرون مع إدارة شرطة لوس أنجلوس ودائرة الهجرة والجمارك. في 7 يونيو، اشتبك المتظاهرون مع القوات الفيدرالية في باراماونت وكومبتون أثناء المداهمات. ثم قام الرئيس دونالد ترامب بتحويل الحرس الوطني في كاليفورنيا إلى الحرس الفيدرالي ونشر 300 فرد من الحرس في المدينة بموجب المادة 10 من قانون الولايات المتحدة § 12406. استمرت الاحتجاجات وأعمال الشغب في اليوم التالي. ووفقًا لوزير الدفاع بيت هيجسيث، فإن قوات مشاة البحرية على أهبة الاستعداد في حالة وقوع المزيد من العنف. تم إلقاء القبض على العشرات من المتظاهرين وأصيب العديد من ضباط إنفاذ القانون والمتظاهرين.

## المظاهرات

### 6 يونيو
في حوالي الساعة 9:15  صباحًا بتوقيت المحيط الهادئ يوم الجمعة، تم إجراء مداهمة للهجرة داخل منطقة الأزياء في لوس أنجلوس ؛ ووقعت مداهمتان أخريان في متجر ملابس بالجملة ومتجر هوم ديبوت في ويستليك. تم التعرف على العملاء الحاضرين في المداهمة من خلال بقع مكتب التحقيقات الفيدرالي، وتحقيقات الأمن الداخلي، ومكتب الكحول والتبغ والأسلحة النارية والمتفجرات. ذكرت تحقيقات الأمن الداخلي أنه تم القبض على 44 شخصًا للاشتباه في انتهاكهم قوانين الهجرة وتم القبض على شخص واحد بتهمة العرقلة. قال بيل إسايلي، القائم بأعمال المدعي العام للولايات المتحدة في المنطقة الوسطى من كاليفورنيا ، إن ديفيد هويرتا، رئيس اتحاد موظفي الخدمة الدولي في كاليفورنيا، قد تم القبض عليه بتهمة عرقلة مركبة ووجهت إليه تهمة التآمر الجنائي لعرقلة ضابط. أصيب هويرتا ونُقل إلى المستشفى، حيث نُقل إلى مركز الاحتجاز الحضري. صرحت أنجليكا سالاس، مديرة تحالف حقوق المهاجرين الإنسانية في لوس أنجلوس، أنه كانت هناك سبع مداهمات تم فيها اعتقال 45 شخصًا.
وقعت اشتباكات بين المتظاهرين وعناصر إدارة الهجرة والجمارك الأمريكية (ICE) بملابس مكافحة الشغب بالقرب من متجر ويستليك هوم ديبوت. كما ألقت إدارة الهجرة والجمارك القبض على عدة أشخاص في متجر ملابس واشتبكت مع ناشطين. وتجمعت الحشود في المساء خارج مركز احتجاز متروبوليتان. وظل حوالي 200 متظاهر في المنشأة بحلول الساعة 7  مساءً بتوقيت المحيط الهادئ، عندما أعلنت إدارة شرطة لوس أنجلوس أن الاحتجاج تجمع غير قانوني وأمرت المتظاهرين بالتفرق. تم استدعاء إدارة شرطة لوس أنجلوس لوقف الاضطرابات المدنية بعد أن كتبت الحشود شعارات على مبنى محكمة فيدرالية وتجمعت خارج أحد السجون. وبعد أن "ألقى بعض المتظاهرين قطعًا من الخرسانة المكسورة على الضباط"، انخرطت إدارة شرطة لوس أنجلوس في مواجهات عنيفة مع المتظاهرين استُخدم فيها الغاز المسيل للدموع ورذاذ الفلفل وقنابل الصوت لتفريق الحشد. وأذنت إدارة الشرطة باستخدام ذخائر أقل فتكًا في الساعة التالية. تبع ذلك في الساعة 8:24 مساءً بتوقيت المحيط الهادئ تنبيه تكتيكي على مستوى المدينة.
7 يونيو